# Léopold Salvator de Habsbourg-Toscane
Léopold Salvator de Habsbourg-Toscane, archiduc d'Autriche et prince de Toscane, est né le 15 octobre 1863 à Alt-Bunzlau (Brandýs nad Labem-Stará Boleslav), en Empire d'Autriche, et est décédé le 4 septembre 1931 à Vienne. Membre de la branche toscane de la Maison de Habsbourg-Lorraine, c'est un militaire et un scientifique austro-hongrois.

## Famille
L'archiduc Léopold Salvator est le fils de l'archiduc Charles Salvator de Habsbourg-Toscane (1839-1892) et de son épouse la princesse Marie-Immaculée de Bourbon-Siciles (1844-1899).
En 1889, l'archiduc épouse la princesse Blanche de Bourbon (1868-1949), fille du prétendant carliste au trône d'Espagne Charles de Bourbon (1848-1909). De cette union naissent dix enfants :
- Dolores de Habsbourg-Toscane (1891-1974) ;
- Marie-Immaculée de Habsbourg-Toscane (1892-1971), qui épouse, en 1932, le Nobile Neri-Serneri ;
- Marguerite de Habsbourg-Toscane (1894-1986), qui s'unit, en 1937, à François Taliani de Marchio ;
- Rainier Charles (1895-1930) ;
- Léopold Marie Alphonse de Habsbourg-Toscane (1897-1958), qui prend la nationalité américaine. En 1919, il épouse Dagmar-Nicolics-Podrinska, dont il divorce en 1931, avant de se remarier, en 1947, à Alice Coburn. D'où postérité ;
- Marie-Antoinette de Habsbourg-Toscane (1899-1977), qui épouse, en 1924, Ramón Orlandis y Villalonga. Veuve, elle se remarie, en 1942, à Luis Pérez-Sucre ;
- Antoine de Habsbourg-Toscane (1901-1987), qui épouse, en 1931, la princesse Ileana de Roumanie (1909-1991) ;
- Assunta de Habsbourg-Toscane (1902-1993), qui s'unit, en 1939, à Joseph Hopfinger, dont elle divorce en 1950 ;
- François Joseph de Habsbourg-Toscane (1905-1975), qui prend la nationalité espagnole et devient prétendant au trône d'Espagne. En 1927, il épouse Marta Baumer, et se remarie, en 1962, à Maria-Ella Seunig. D'où postérité ;
- Charles-Pie de Habsbourg-Toscane (1909-1953). Également prétendant au trône d'Espagne, il épouse, en 1938, Christa Satzger de Bálvanyos, avant d'en divorcer en 1950. D'où postérité.

## Biographie

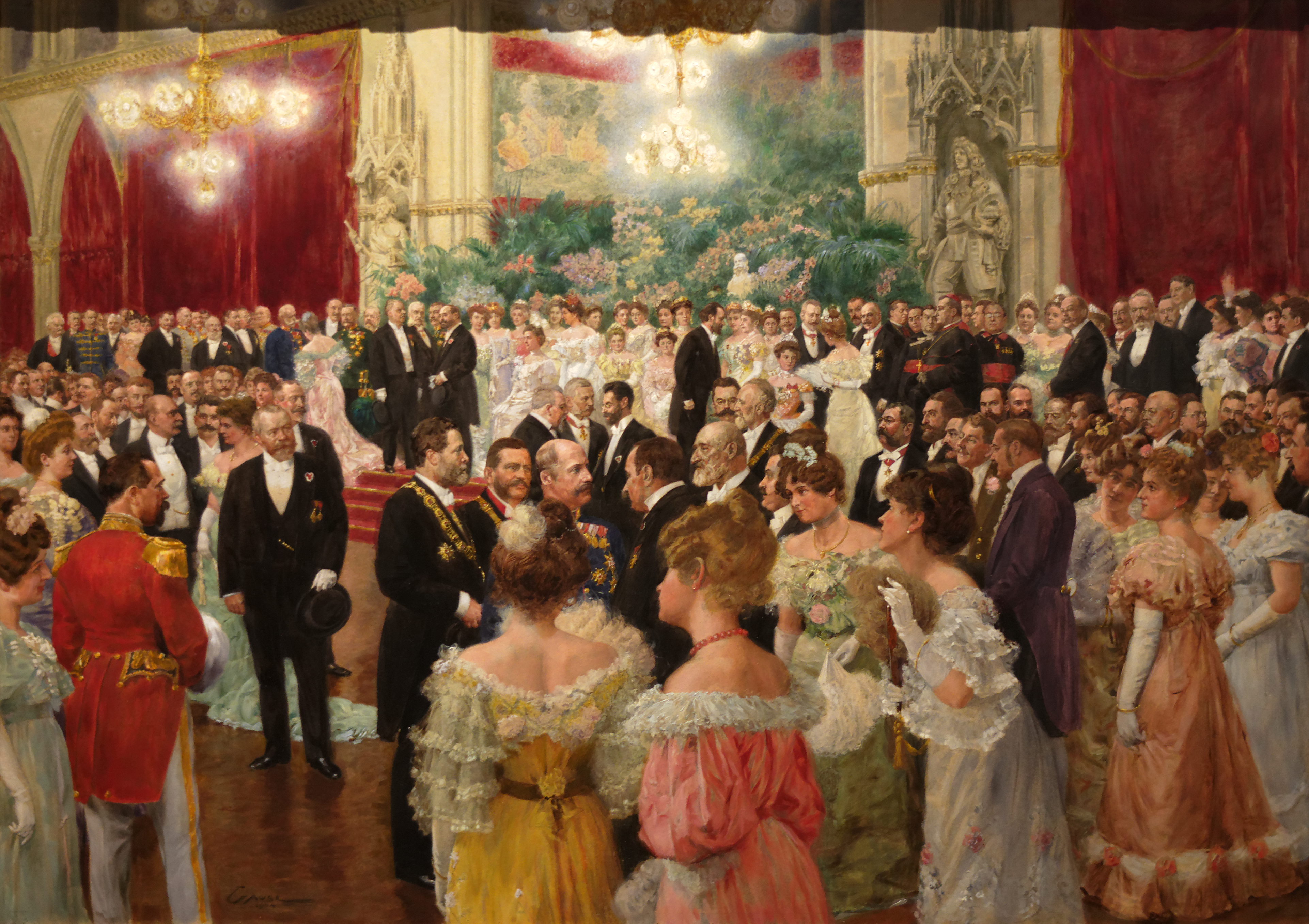
Bal à l'Hôtel de ville de Vienne (1904) en présence de Léopold Salvator de Habsbourg-Toscane (en bleu au centre)

Très tôt, l'archiduc Léopold Salvator hérite de son père, l'archiduc Charles Salvator, un grand intérêt pour les sciences. C'est ainsi que, devenu militaire, il élabore un système de transmission à quatre roues à partir duquel l'entreprise Škoda élabore un nouveau type de camion. Grâce au brevet tiré de cette invention, le prince se bâtit une importante fortune. Il en tire par ailleurs une reconnaissance scientifique qui lui permet d'intégrer l'Académie des Sciences de Vienne et de Prague. 
Militaire de carrière comme la plupart des Habsbourg-Lorraine, il est nommé inspecteur général de l'artillerie en 1907. Plus tard, en 1916, il devient général de division de l'armée impériale austro-hongroise.
Après son mariage avec la princesse Blanche de Bourbon, il s'installe dans l'immense domaine de son épouse, La Tenuta Reale, à Viareggio, où il élève sa nombreuse progéniture.
En 1918, après la fin de la Première Guerre mondiale, Léopold Salvator s'installe avec sa famille à Barcelone. Il revient en Autriche en 1930. Léopold Salvator de Habsbourg-Toscane meurt à Vienne, le 4 septembre 1931, à l'âge de 67 ans. Il est inhumé dans la « Nouvelle crypte » Neue Gruft, crypte des Capucins à Vienne.

## Honneurs
Léopold Salvator de Habsbourg-Toscane est :
- 1044e Chevalier de l'ordre de la Toison d'or d'Autriche (1878) ;
- Grand-croix de l'ordre de Saint-Étienne (Autriche-Hongrie) ;
- Croix du Mérite militaire (Autriche) de 1re classe ;
- Croix de Marie de l'Empire autrichien ;
- Médaille du jubilé de l'empereur François-Joseph [6] ;
- Grand-croix de l'ordre de Saint-Joseph (Toscane) ;
- Chevalier de l'ordre de Saint-Hubert (Bavière) ;
- Chevalier de l'ordre de l'Aigle noir (Prusse) ;
- Croix de fer (Prusse) ;
- Chevalier de l'ordre de l'Aigle rouge (Prusse)[6] ;
- Chevalier de l'Ordre de la Couronne de Saxe (Saxe)[6] ;
- Grand-croix de l'ordre du Faucon blanc (Saxe-Weimar)[6] ;
- Grand-croix de l'ordre de la Maison ernestine de Saxe (Saxe-Cobourg-Gotha)[6] ;
- Grand-croix de l'ordre de la Couronne de Wurtemberg (Wurtemberg)[6] ;
- Grand-croix de l'ordre de la Couronne de Wende (Mecklembourg)[6] ;
- Chevalier de l'ordre de la Fidélité (Bade)[6] ;
- Grand-croix de l'ordre de Berthold Ier (Bade)[6] ;
- Grand-croix de l'ordre d'Albert l'Ours (Anhalt)[6] ;
- Grand-croix honoraire de l'ordre royal de Victoria (Royaume-Uni) ;
- Chevalier de l'ordre suprême de la Très Sainte Annonciade (Maison de Savoie) ;
- Grand-croix de l'Ordre de Saint-Ferdinand et du mérite (Deux-Siciles)[6] ;
- Chevalier de l'ordre de Saint-André (Empire russe) ;
- Grand officier de l'ordre de Léopold (Belgique)[6] ;
- Grand-croix de l’ordre de Carol Ier (Roumanie)[6] ;
- Grand-croix de l'ordre de l'Aigle blanc (Serbie)[6] ;
- Grand-croix de l'ordre de Saint-Alexandre (Bulgarie)[6] ;
- Chevalier de l’ordre du Saint-Esprit (ordre légitimiste dynastique français)[7] ;
- Grand-croix de l’ordre militaire et hospitalier de Saint-Lazare (ordre de Saint-Lazare, 1929)[8].